# Iván Menczel
Iván Menczel, né le 14 décembre 1941 à Karancsalja et mort le 26 novembre 2011, est un footballeur hongrois qui évolue au poste de milieu de terrain.

## Biographie
Il joue pendant quatre ans avec le club du Salgótarjáni Barátok Torna Club, finissant avec son équipe dans le ventre mou du championnat hongrois. Il participe à la Coupe du monde de football de 1962 mais ne joue aucun match. À son retour, il fait une mauvaise saison avec son club qui est relégué en deuxième division après la saison 62/63.
Il s'engage alors avec le FC Tatabánya, en première division. Il y reste jusqu'en 1968 avant de s'engager avec le Vasas SC, ayant le vent en poupe. Il participe aux Jeux olympiques d'été de 1968 et remporte la médaille d'or avec la Hongrie. Avec le Vasas, il ne remporte qu'un seul trophée, celui de la Coupe Mitropa en 1970 après avoir battu l'Inter Bratislava.